# Malus coronaria
Malus coronaria, el Manzano silvestre americano, es una especie arbórea de la familia de las rosáceas. Se trata de una especie norteamericana de Malus (manzano).

## Descripción
A menudo es un arbusto con ramas rígidas y retorcidas, pero frecuentemente se convierte en un árbol pequeño con una copa amplia abierta. Prefiere un suelo rico y húmedo y abunda sobre todo al este del río Misisipi. Alcanza su mayor tamaño en los valles de la cuenca del Ohio inferior. Su tiempo de florecimiento es de alrededor de dos semanas más tarde que el manzano doméstico, y su fruto fragante cuelga de las ramas en racimos después de que hayan caído las hojas.

## Usos
Aunque comestibles, al ser sus frutos de sabor más agrio, el fruto se prefiere utilizar en preparaciones tales como conservas y en sidra.

## Taxones inferiores
Malus coronaria var. coronaria

Malus coronaria var. dasycalyx

## Taxonomía
Malus coronaria fue descrita por Carlos Linneo & Mill. y publicado en The Gardeners Dictionary: . . . eighth edition Malus no. 2, en el año 1768.
Sinonimia
- Sorbus coronaria (L.) MacMill.
- Pyrus coronaria L. basónimo[6]